# Pedicellocyathus keyesi
Pedicellocyathus keyesi är en korallart som beskrevs av Stephen D. Cairns 1995. Pedicellocyathus keyesi ingår i släktet Pedicellocyathus och familjen Guyniidae. Inga underarter finns listade i Catalogue of Life.